# بيرفيل (كيبك)
بيرفيل (بالإنجليزية: Pierreville, Quebec)‏ هي بلدية محلية في كيبيك تقع في كندا في Nicolet-Yamaska Regional County Municipality. يقدر عدد سكانها بـ 2,176 نسمة ومساحتها 124.90 كم2 .

## المناخ
يظهر الجدول التالي التغييرات المناخية على مدار السنة لبيرفيل:
| البيانات المناخية لـبيرفيل        | البيانات المناخية لـبيرفيل | البيانات المناخية لـبيرفيل | البيانات المناخية لـبيرفيل | البيانات المناخية لـبيرفيل | البيانات المناخية لـبيرفيل | البيانات المناخية لـبيرفيل | البيانات المناخية لـبيرفيل | البيانات المناخية لـبيرفيل | البيانات المناخية لـبيرفيل | البيانات المناخية لـبيرفيل | البيانات المناخية لـبيرفيل | البيانات المناخية لـبيرفيل | البيانات المناخية لـبيرفيل |
| الشهر                             | يناير                      | فبراير                     | مارس                       | أبريل                      | مايو                       | يونيو                      | يوليو                      | أغسطس                      | سبتمبر                     | أكتوبر                     | نوفمبر                     | ديسمبر                     | المعدل السنوي              |
| --------------------------------- | -------------------------- | -------------------------- | -------------------------- | -------------------------- | -------------------------- | -------------------------- | -------------------------- | -------------------------- | -------------------------- | -------------------------- | -------------------------- | -------------------------- | -------------------------- |
| الدرجة القصوى °م (°ف)             | 14.5 (58.1)                | 11.5 (52.7)                | 16.5 (61.7)                | 31.5 (88.7)                | 31 (88)                    | 34 (93)                    | 34 (93)                    | 33.5 (92.3)                | 31.5 (88.7)                | 25.5 (77.9)                | 21 (70)                    | 14.5 (58.1)                | 34 (93)                    |
| متوسط درجة الحرارة الكبرى °م (°ف) | −6.5 (20.3)                | −4.1 (24.6)                | 1.4 (34.5)                 | 10.3 (50.5)                | 18.7 (65.7)                | 23.6 (74.5)                | 25.8 (78.4)                | 24.6 (76.3)                | 19.3 (66.7)                | 12.3 (54.1)                | 4.3 (39.7)                 | −2.9 (26.8)                | 10.6 (51.1)                |
| المتوسط اليومي °م (°ف)            | −11.6 (11.1)               | −9.3 (15.3)                | −3.5 (25.7)                | 5.4 (41.7)                 | 12.9 (55.2)                | 18 (64)                    | 20.3 (68.5)                | 19.1 (66.4)                | 14.2 (57.6)                | 7.8 (46.0)                 | 0.8 (33.4)                 | −7.2 (19.0)                | 5.6 (42.1)                 |
| متوسط درجة الحرارة الصغرى °م (°ف) | −16.6 (2.1)                | −14.4 (6.1)                | −8.3 (17.1)                | 0.5 (32.9)                 | 7.2 (45.0)                 | 12.4 (54.3)                | 14.7 (58.5)                | 13.7 (56.7)                | 9 (48)                     | 3.3 (37.9)                 | −2.8 (27.0)                | −11.4 (11.5)               | 0.6 (33.1)                 |
| أدنى درجة حرارة °م (°ف)           | −38 (−36)                  | −34 (−29)                  | −32 (−26)                  | −15 (5)                    | −3 (27)                    | 0 (32)                     | 4.5 (40.1)                 | 2 (36)                     | −3 (27)                    | −7 (19)                    | −20 (−4)                   | −37.5 (−35.5)              | −38 (−36)                  |
| الهطول مم (إنش)                   | 76.7 (3.02)                | 57 (2.2)                   | 64.8 (2.55)                | 73.5 (2.89)                | 87.1 (3.43)                | 91.1 (3.59)                | 97.4 (3.83)                | 94.7 (3.73)                | 79.2 (3.12)                | 81 (3.2)                   | 95.4 (3.76)                | 69.5 (2.74)                | 967.5 (38.09)              |
| المصدر: Environment Canada        |                            |                            |                            |                            |                            |                            |                            |                            |                            |                            |                            |                            |                            |

## أعلام
- أيميه باوتشر